# Turjaci
Turjaci – wieś w Chorwacji, w żupanii splicko-dalmatyńskiej, w mieście Sinj. W 2011 roku liczyła 1138 mieszkańców.